# 木原瑠生
木原 瑠生（きはら るい、1998年9月15日 - ）は、日本の俳優、歌手。Love Harmony's, Inc.のメンバー、東京都出身。Sony Music Entertainment所属。

## 略歴
2016年、歌のオーディションを受け劇団番町ボーイズ☆の候補生になり、翌年正規メンバーになる。
2018年12月から、男女混合ボーカルグループLove Harmony's, Inc.に参加した。
2020年、特撮テレビドラマ『魔進戦隊キラメイジャー』で射水為朝 / キラメイイエロー役としてレギュラー出演。
2021年5月、1stシングル『お願い神様』でソロデビュー。
2023年3月、6年間在籍した劇団番町ボーイズ☆を卒業。同年4月より、ミュージカル『刀剣乱舞』花影ゆれる砥水でへし切長谷部として出演。

## 人物
- 趣味は音楽鑑賞、特撮[1]。特技は歌・野球・ピアノ[1]。好きなアーティストはB'z[3]。好きな言葉は「人は己の知ることしか知らぬ」[3]。
- もともと歌とダンスをやっており、最初は俳優になろうという気持ちはあまりなく、歌手になりたい気持ちが強かったと話している[7]。
- スーパー戦隊シリーズは『百獣戦隊ガオレンジャー』、『忍風戦隊ハリケンジャー』、『特捜戦隊デカレンジャー』、『魔法戦隊マジレンジャー』を見ていた[3]。
- ウルトラシリーズを愛好しており、一番好きな作品は『ウルトラマンダイナ』。
- 『キラメイジャー』の共演者らは、木原が現場を明るくするムードメーカーであることを語っている[5]。同作品プロデューサーの塚田英明は、オーディションでの木原のパフォーマンス力を評価しており、従来の作品であればセンターであったと述べている[8]。メイン監督の山口恭平は、第一印象は今時の軽い青年というイメージであったが、撮影に入るととても真面目であったことを語っている[9]。

## 出演

### テレビドラマ
- 99.9-刑事専門弁護士- SEASON II 第5話（2018年2月11日、TBS） - ダンサー 役[10]
- 魔進戦隊キラメイジャー（2020年3月8日 - 2021年2月28日、テレビ朝日） - 射水為朝 / キラメイイエロー 役[11]
- 壁サー同人作家の猫屋敷くんは承認欲求をこじらせている（2022年10月3日 - 11月21日、朝日放送） - 古賀隆二（リュージ） 役[12]
- 僕らのあざとい朝ごはん～続いていく僕らの日々～（2023年3月29日、テレビ東京）[13]

### ウェブドラマ
- 仮面ライダーアマゾンズ Season 2 第7話（2017年、Amazonプライム・ビデオ） - 高校生 役
- 『魔進戦隊キラメイジャー』 スピンオフ作品（東映特撮ファンクラブ） -  射水為朝 役
  - ヨドンナ（2021年8月8日）[14]
  - ヨドンナ2（2021年9月12日）[15]
  - ヨドンナ3 ヨドンナのバレンタイン（2023年3月5日）[15]

### 映画
- スーパー戦隊シリーズ（東映） - 射水為朝 / キラメイイエロー 役
  - 魔進戦隊キラメイジャー エピソードZERO（2020年2月8日）[16]
  - 魔進戦隊キラメイジャー THE MOVIE ビー・バップ・ドリーム（2021年2月20日）[17]
- たぶん（2020年11月13日、ソニー・ミュージックエンタテインメント） - ササノ 役[18]
- きさらぎ駅（2022年6月3日、イオンエンターテイメント / ナカチカ）- 岸翔太 役[19]

### テレビ番組
- テアトル★番町W（2017年7月 - 10月、TOKYO MX）
- よるのブランチ（2021年9月29日・10月6日、TBS） - 東京韓流デートに出演。
- あざとくて何が悪いの?（2022年2月19日、テレビ朝日）

### ウェブ番組
- 〜音楽ヒーロー・ヒロイン〜奏デンジャー（ヤマハJOC チャンネル 他[注 1]） - MC（小宮璃央とダブルMC＊第1弾＆第2弾）
  - 第1弾（2022年1月21日 - 3月11日）
  - 第2弾（2023年2月10日 - 3月31日）
  - 第3弾（2024年2月09日 - 3月29日 ：森保まどかとダブルMC
  - 第4弾（2025年2月07日 - 3月28日 ：森保まどかとダブルMC
  - タイムカプセル 未来の私へ#1（2022年5月13日～　ヤマハJOC チャンネル 他[注 1]）
  - タイムカプセル 未来の私へ#3（2022年9月16日～　ヤマハJOC チャンネル 他[注 1]）
  - タイムカプセル 未来の私へ#5（2022年10月14日～　ヤマハJOC チャンネル 他[注 1]）
  - タイムカプセル 未来の私へ#6（2023年9月1日～　ヤマハJOC チャンネル 他[注 1]）
  - タイムカプセル 未来の私へ#10（2024年9月20日～　ヤマハJOC チャンネル 他[注 1]）

### オリジナルビデオ
- スーパー戦隊シリーズ（東映ビデオ） - 射水為朝 / キラメイイエロー 役
  - 魔進戦隊キラメイジャーVSリュウソウジャー（2021年8月4日）[20]
  - 機界戦隊ゼンカイジャーVSキラメイジャーVSセンパイジャー（2022年9月28日）[21][22]

### CM
- 京王電鉄 トレインチャンネル（2017年） - 高校生 役
- KONAMI 実況パワフルサッカーWebCM「パワサカ 理想の選手が作れる魅力篇 / パワサカ サクセスやり込みの魅力篇」（2021年）

### 舞台
- Live Musical「SHOW BY ROCK!!」 - カイ 役
  - 〜THE FES II-Thousand XVII〜（2017年5月11日 - 13日、品川プリンスホテル ステラボール）
  - -深淵のCrossAmbivalence-（2017年10月19日 - 29日、AiiA 2.5 Theater Tokyo）
  - 〜THE FES 2018〜（2018年6月26日・27日、Zepp DiverCity）
  - -狂騒のBloodyLabyrinth-（2018年8月30日 - 9月17日、天王洲 銀河劇場 他）
- イケメン戦国 THE STAGE - 徳川家康 役
  - 〜上杉謙信編〜（2019年2月21日 - 24日、池袋サンシャイン劇場）
  - 番外編〜はじまりの物語〜（2019年12月26日 - 30日、博品館劇場）
- 朗読公演「こんなはなし。〜星新一のはなし〜」
- bpm本公演「DRAGON BOWL」（2022年5月5日 - 8日、こくみん共済 coop ホール／スペース・ゼロ）
- NIGHT HEAD 2041-THE STAGE-（2022年7月1日 - 10日、東京ドームシティ シアターGロッソ） - TEAM BLACK・黒木タクヤ 役[23]
- にぶいちの失明（2022年11月3日 - 13日、新宿シアタートップス）[24]
- ミュージカル『刀剣乱舞』- へし切長谷部 役
  - ～花影ゆれる砥水～（はなかげゆれるとみず）（2023年4月30日 - 6月18日[注 2]、TOKYO DOME CITY HALL 他）[26][27]
  - ㊇ 乱舞野外祭（すえひろがり らんぶやがいまつり）（2023年9月17日 - 24日、富士急ハイランド・コニファーフォレスト）[28]
  - 目出度歌誉花舞 十周年祝賀祭（2025年7月29日・30日、東京ドーム）[29]
- 朗讀劇『極楽牢屋敷』（木下半太版四谷怪談）（2023年8月11日 - 20日、東京・サンシャイン劇場）[30]
- 明治モダン歌劇『恋花幕明録〜前日譚〜』（2024年2月8日 - 18日、IMM THEATER / 2月23日 - 25日、AiiA 2.5 Theater Kobe） - 主演・斎藤一 役[31]
- 「ROCK MUSICAL BLEACH」 - 主演・黒崎一護 役
  - 〜Arrancar the Beginning〜（2024年5月12日 - 26日、天王洲 銀河劇場 / 5月31日 - 6月2日、COOL JAPAN PARK OSAKA WWホール）[32]
  - 〜Arrancar the Final〜（2025年2月8日 - 24日、天王洲 銀河劇場 / 3月1日 - 9日、COOL JAPAN PARK OSAKA WWホール）[33]
- ミュージカル『GIRLFRIEND』（2024年6月14日 - 7月3日、シアタークリエ） - マイク 役[34]
- ミュージカル『暁のヨナ』（2024年7月20日 - 28日、シアターH） - キジャ 役[35]
- マーダーミステリーシアター『殺意の代償』（2025年3月14日、品川プリンスホテル クラブeX）[36]
- Reading Drama『BLINK』（2025年4月6日、新国立劇場 小劇場）[37]
- 舞台『エグ女2025』（2025年10月3日 - 5日〈予定〉、日本青年館ホール）[38]

## ライブ

### 玩具
- 魔進戦隊キラメイジャー 最煌弓 DXキラフルゴーアロー（2020年10月3日）
- 魔進戦隊キラメイジャー キラメイチェンジャー -MEMORIAL EDITION-（2022年11月）

## ディスコグラフィ

### デジタルシングル
| #   | 配信日        | 作品名       | 作詞               | 作曲     |
| --- | ------------- | ------------ | ------------------ | -------- |
| 1st | 2021年5月26日 | お願い神様   | 木原瑠生、重永亮介 | 重永亮介 |
| 2nd | 2022年9月15日 | イチゴイチエ | 木原瑠生           | ニト。   |
| 3rd | 2023年2月22日 | 架け星       | 木原瑠生           | 大西洋平 |

### キャラクターソング
| 発売日         | 商品名                                                  | 歌                   | 楽曲                  | 備考                                                     |
| -------------- | ------------------------------------------------------- | -------------------- | --------------------- | -------------------------------------------------------- |
| 2020年12月23日 | 魔進戦隊キラメイジャー キャラクターソングアルバム       | 射水為朝（木原瑠生） | 「弾丸Shooting Star」 | テレビドラマ『魔進戦隊キラメイジャー』エンディングテーマ |
| 2021年2月10日  | 魔進戦隊キラメイジャー 全曲集 めっちゃ輝煌（きこう）ぜ! | 射水為朝（木原瑠生） | 「弾丸Shooting Star」 | テレビドラマ『魔進戦隊キラメイジャー』エンディングテーマ |

## 書籍

### 写真集
- 1st写真集「閃光」（2021年1月25日、TOKYO NEWS MOOK）[39][40]
- 2nd写真集「生きる。」（2025年3月19日発売予定、講談社）[41]